# Werner Zahn (Bobfahrer)
Werner Zahn (* 15. November 1890 in Wiesloch; † 1. Januar 1971 in Wolfenbüttel) war ein deutscher Bobfahrer, Rennfahrer, Unternehmer und Pilot.
Seinen ersten Flug absolvierte Werner Zahn 1913, später bestand er sein Feldpilotenexamen. Im Ersten Weltkrieg gehörte er zum Geschwader von Manfred von Richthofen. In den 1920er-Jahren fuhr er Motorrad- und Autorennen. Nach der Geburt seines am 25. Dezember 1926 in Braunschweig geborenen Sohns Christian (später Geschäftsführer der Schuberth Helme GmbH) im Jahr 1926 konnte Zahn einige Erfolge im Bobfahren erzielen: Er wurde 1927 Deutscher Meister im Zweier- und Viererbob und 1930 im Viererbob. Sein international größter Erfolg war der Gewinn Bob-Weltmeisterschaft 1931 im Viererbob. Zu dieser Zeit hatte Zahn bereits die Leitung der Schuberth Werke von Fritz Schuberth übernommen. Bei den Olympischen Winterspielen 1932 in Lake Placid flog der von Zahn gesteuerte Bob bereits im ersten Training aus einer Kurve. Zahn selbst brach sich den Unterarm, sein Anschieber Hans Mehlhorn zog sich eine Fraktur der linken Hand zu, Anschieber Heinrich Rossner erlitt eine Wirbelsäulenstauchung. Nur der dritte Anschieber Helmut Hopmann war nach dem Unfall noch einsatzbereit. Zahn erhielt Startverbot, so dass er nach 1928 bereits das zweite Mal eine Teilnahme an den Olympischen Spielen verpasste. Unmittelbar vor Beginn der Olympischen Winterspiele 1928 hatte Zahn schon einmal einen schweren Unfall gehabt, sein Bremser Werner Schröder verunglückte dabei tödlich. Weitere internationale Erfolge konnte Zahn nicht mehr erringen. Im Zweierbob wurde er 1933 erneut Deutscher Meister, für die Olympischen Winterspiele 1936 wurde er nur noch als Ersatzmann nominiert. Bei der Bob-Weltmeisterschaft 1938 erreichte Zahn im Zweierbob den sechsten Rang, im gleichen Jahr wurde er im Zweierbob noch einmal Deutscher Vizemeister.